# Fairies' Revenge
Fairies' Revenge è un cortometraggio muto del 1913 diretto da Hay Plumb.

## Trama
Per vendicarsi di uno che le schernisce, le fate gli cambiano gli abiti in una veste da ballo.

## Produzione
Il film fu prodotto dalla Hepworth.

## Distribuzione
Distribuito dalla Hepworth, il film - un cortometraggio di 229 metri - uscì nelle sale cinematografiche britanniche nel novembre 1913.
Fu distrutto nel 1924 dallo stesso produttore, Cecil M. Hepworth. Fallito, in gravissime difficoltà finanziarie, Hepworth pensò in questo modo di poter almeno recuperare il nitrato d'argento della pellicola.